# Варменгейзен
Варменгейзен (нід. Warmenhuizen) — село в нідерландській провінції Північна Голландія. Входить до муніципалітету Схаген.
Його площа становить 14,94 км², а населення станом на 2021 рік складало 2 545 осіб. У 2023 році в селі проживало близько 6 030 мешканців.
До 1990 року мало статус окремого муніципалітету.

## Визначні уродженці
- Йоп Клант (1915-1994) — нідерландський економіст і романіст.

## Галерея

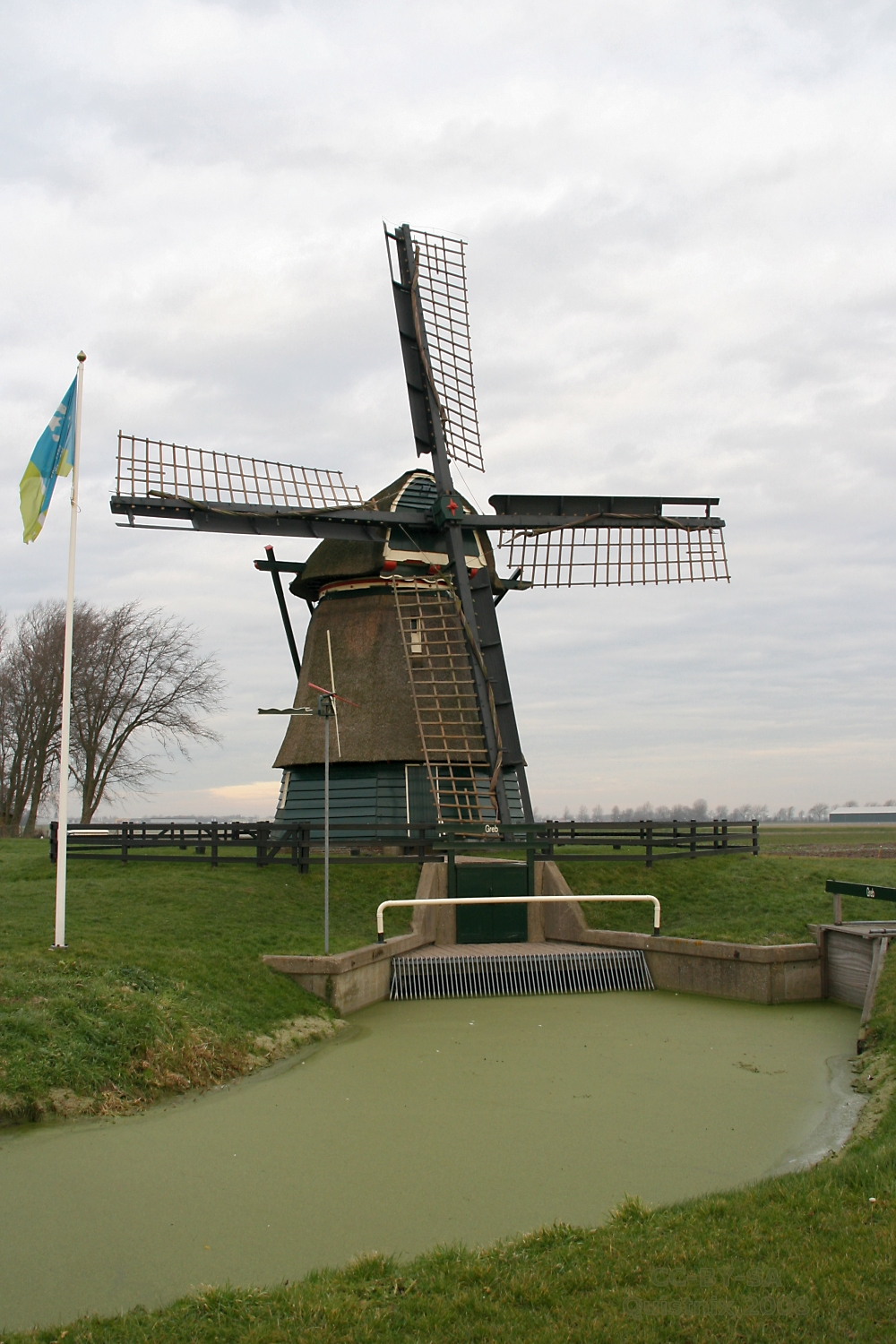
Вітряк Grebmolen
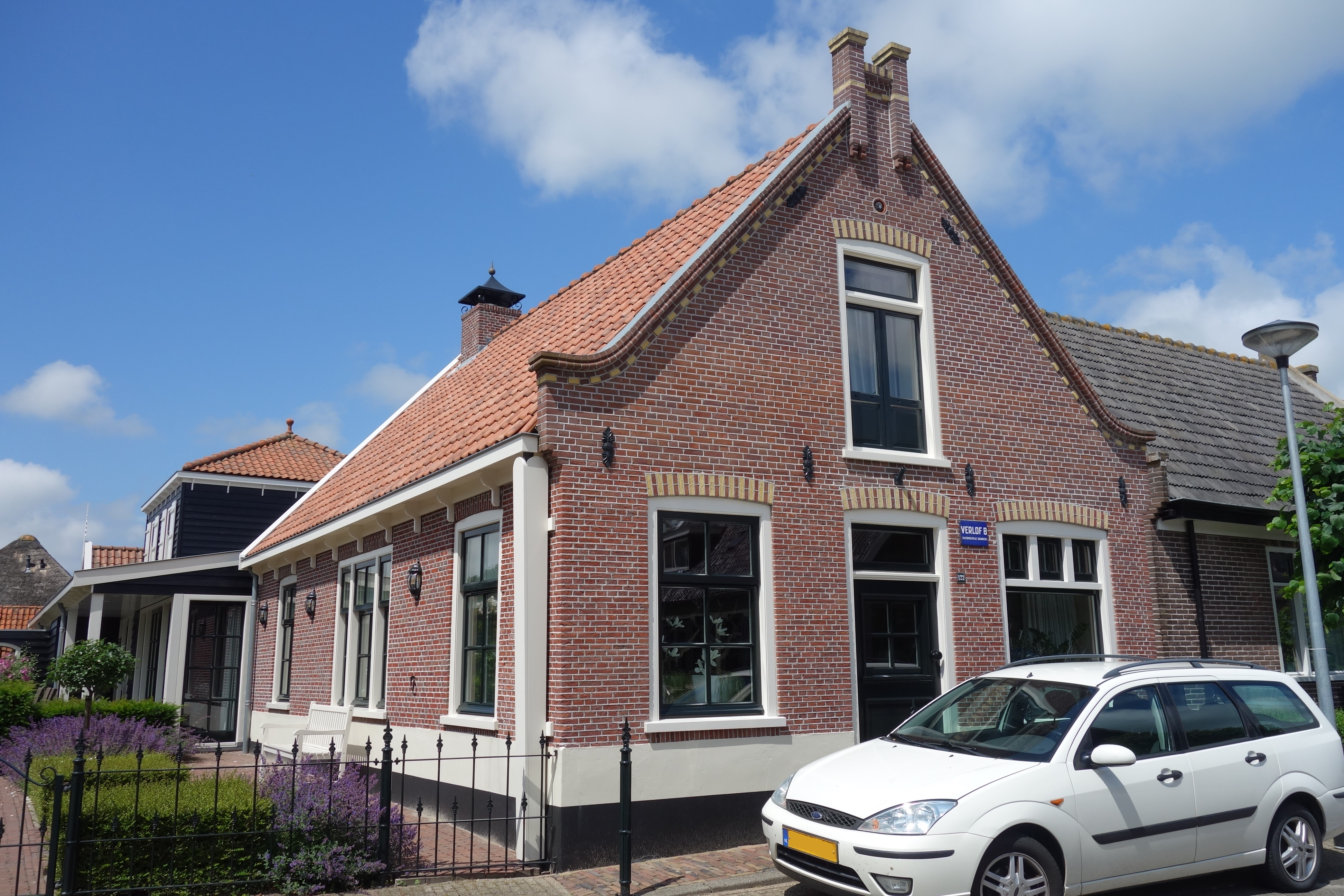
Будинок у Варменгейзені
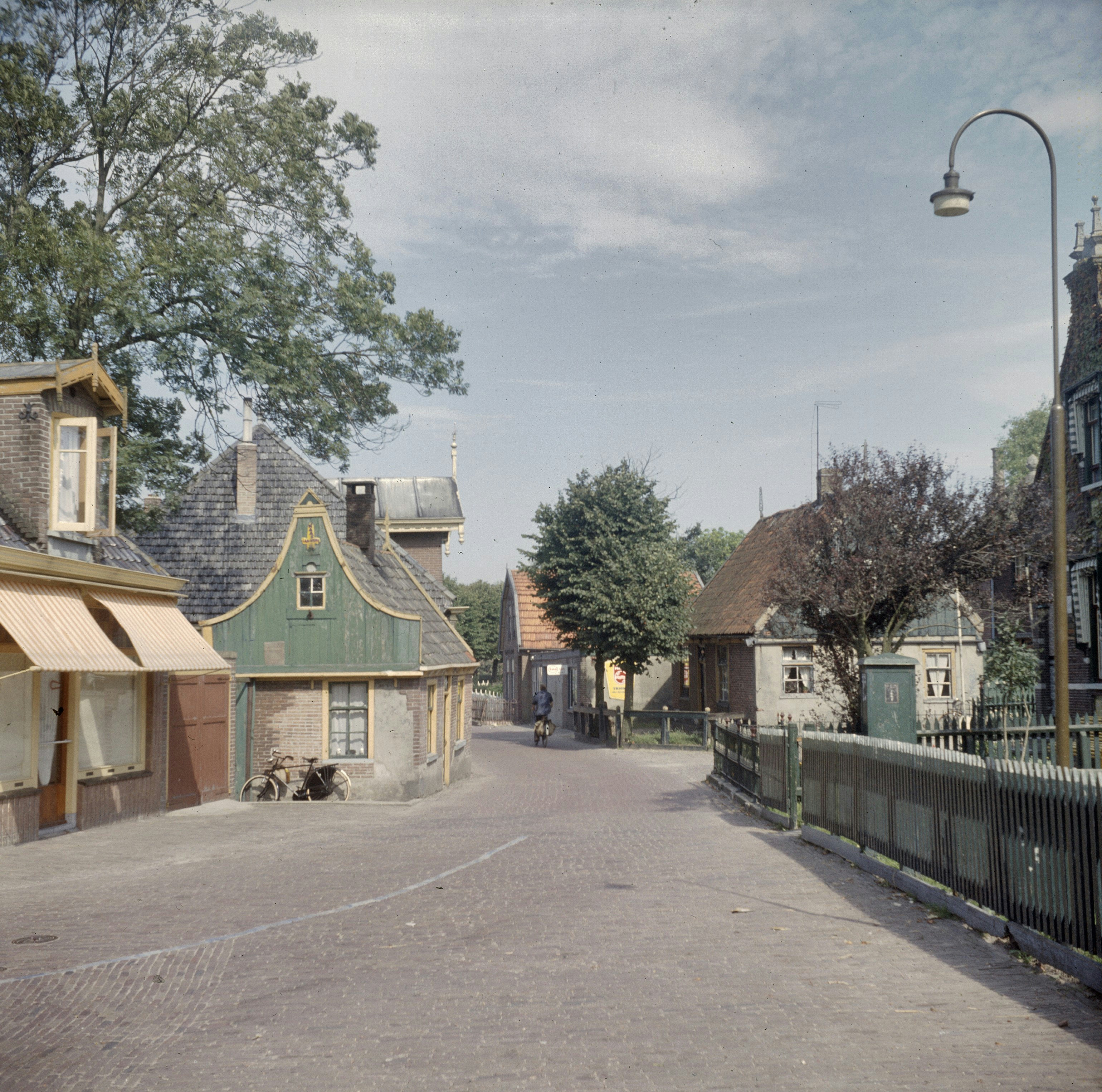
Сільська вулиця
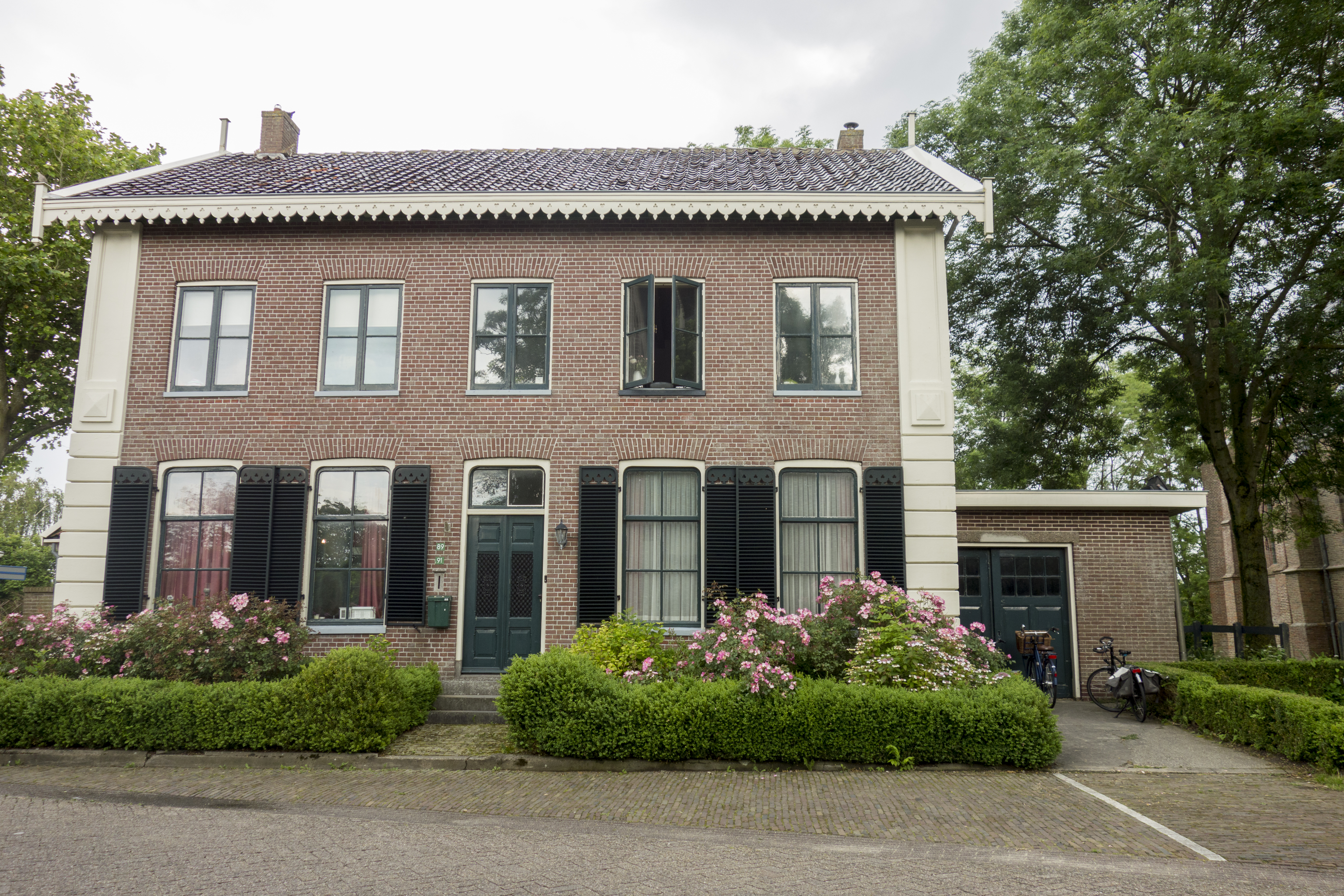
Будинок у Варменгейзені